# 혼다 마사토모 (1599년)
혼다 마사토모(일본어: 本多政朝, 게이초 4년(1599년) ~ 간에이 15년 음력 11월 20일(1638년 12월 25일))는 에도 시대 전기의 다이묘이다. 가즈사 오타키번 제2대 번주, 하리마 다쓰노번주, 하리마 히메지 신덴번 제2대 번주, 하리마 히메지번 제2대 번주. 혼다 가문 다다카쓰파 종가 3대 당주.
| 전임 혼다 다다토모 | 제3대 오타키번 번주 (혼다 가문) 1615년 ~ 1617년 | 후임 아베 마사쓰구 |

|  | 다쓰노번 번주 (혼다 가문) 1617년 ~ 1627년 | 후임 오가사와라 나가쓰구 |

| 전임 혼다 다다토키 | 제2대 히메지 신덴번 번주 (혼다 가문, 종가 상속으로 이봉함) 1627년 ~ 1631년 | 후임 <분할상속> 혼다 마사카쓰 혼다 다다요시 |

| 전임 혼다 다다마사 | 제2대 히메지번 번주 (혼다 가문) 1631년 ~ 1638년 | 후임 혼다 마사카쓰 |